# Altopiano di Coiron
L'altopiano di Coiron, nel dipartimento dell'Ardèche, è un vasto altopiano vulcanico di basalto che costituisce un'estensione del Massiccio Centrale. Si tratta di una microregione molto individualizzata nella zona dell'Ardèche.

## Toponomastica
Se le carte topografiche pubblicate dall'IGN (Istituto nazionale di informazione geografica e forestale) ammettono il toponimo Catena del Coiron, i geografi e i geologi dell'Ardèche prediligono l'aspetto generale dell'altopiano, preferendo parlare di Altopiano di Coirons, o anche di Massiccio del Coiron. Georges Naud riprende il concetto di massiccio e parla del massiccio vulcanico del Coiron o dei Coirons (gli abitanti del luogo usano frequentemente la forma al plurale).
Se ammettiamo l'antichità del toponimo, allora l'origine più ovvia sarebbe quella dal termine celtico o addirittura pre-celtico kar, che designava la roccia.

## Geografia

### Topografia
Con un'altitudine media di 700 metri, l'altopiano appartiene alla zona delle medie montagne dell'Ardèche. La somiglianza alle montagne è accentuata dalla ripidità dei versanti verdi, nonché dalla presenza di creste basaltiche sommitali, di aspetto scuro e severo.
Tuttavia, l'altitudine rimane abbastanza bassa da consentire condizioni naturali meno dure rispetto all'altopiano dell'Ardèche. Se la quota massima è di 1.019 metri sul crinale di Blandine, l'altitudine media dell'altopiano è più generalmente compresa tra i 700 e gli 800 metri, talvolta più bassa nei pressi del Rodano (507 metri alla vetta di Chenavari). L'insieme assume la forma generale di una foglia di quercia, le cui digitazioni corrispondono a vari piccoli fiumi e sorgenti.

### Geologia
L'altopiano di Coiron costituisce un altopiano basaltico che si estende a sud di Vivarese centrale. Si tratta di una particolare regione geologica dell'Ardèche, tra Privas, Villeneuve-de-Berg e Rochemaure (sulle rive del Rodano).
Al tempo del Miocene superiore (da 6 a 8 milioni di anni fa) il Coiron era un'importante valle percorsa da un fiume, forse l'Ardèche, che scorreva verso la valle del Rodano. Le inondazioni di questo fiume, che contengono ciottoli discesi da molto lontano nelle Cevenne, possono ancora essere osservate nel terreno.
Un'intensa attività vulcanica riempì gradualmente questa valle all'inizio del Pliocene (tra 7,7 e 6,4 milioni di anni fa), dove la serie magmatica è di tipo fortemente alcalino con andamento sodico poco differenziato. Questa fase di attività vulcanica è contemporanea alla fase di vulcanismo del monte Mézenc ed è caratterizzata da:
- Un'attività vulcanica esplosiva, con colate piroclastiche, emissione di bombe vulcaniche, formazione di coni stromboliani: Freyssenet, Saint-Gineys-en-Coiron.
- Un'attività effusiva, dalle importanti colate di lava fluida raffreddata in organi basaltici. Le emissioni fessurali erano orientate NW-SE. A Darbres è possibile osservare l'accatastamento di 10 colate consecutive.
- Un vulcanismo freatomagmatico con creazione di crateri di esplosione o maar scaturiti dal violento contatto tra riserve idriche e di lava: Goulet de la Soulière, Charay, montagna dell'Andance.

Nel Quaternario, il ringiovanimento tettonico della regione esercitò una forte erosione delle rocce sedimentarie della vecchia valle.
Attualmente si osserva quindi un rilievo invertito, poiché l'attuale superficie dell'altopiano corrisponde al vecchio fondovalle colmo di lava accatastata e vestigia di complesse colate piroclastiche. Il substrato è quindi interamente sedimentario, composto da calcari del Giurassico superiore, marne del Cretaceo, nonché conglomerati dell'Oligocene (Rochemaure). Il vecchio fondovalle è attualmente sopraelevato rispetto alle valli scavate più recentemente dai torrenti. In particolare si possono osservare gole e selvaggi pendii di marne, come una specie di calanchi.
Dalla fine del Terziario nell'Ardèche esiste anche la vite, la quale potrebbe essere autoctona della zona, poiché le sue foglie sono state trovate fossilizzate nei depositi di diatomee negli strati pliocenici intorno a Privas. Tali foglie proverrebbero da un vitigno identificato come vitis previnifera Sap. Secondo Louis Levadoux, questo tipo di vitigno segna il passaggio tra vitigni asiatici e vitigni europei adatti a vinificare.

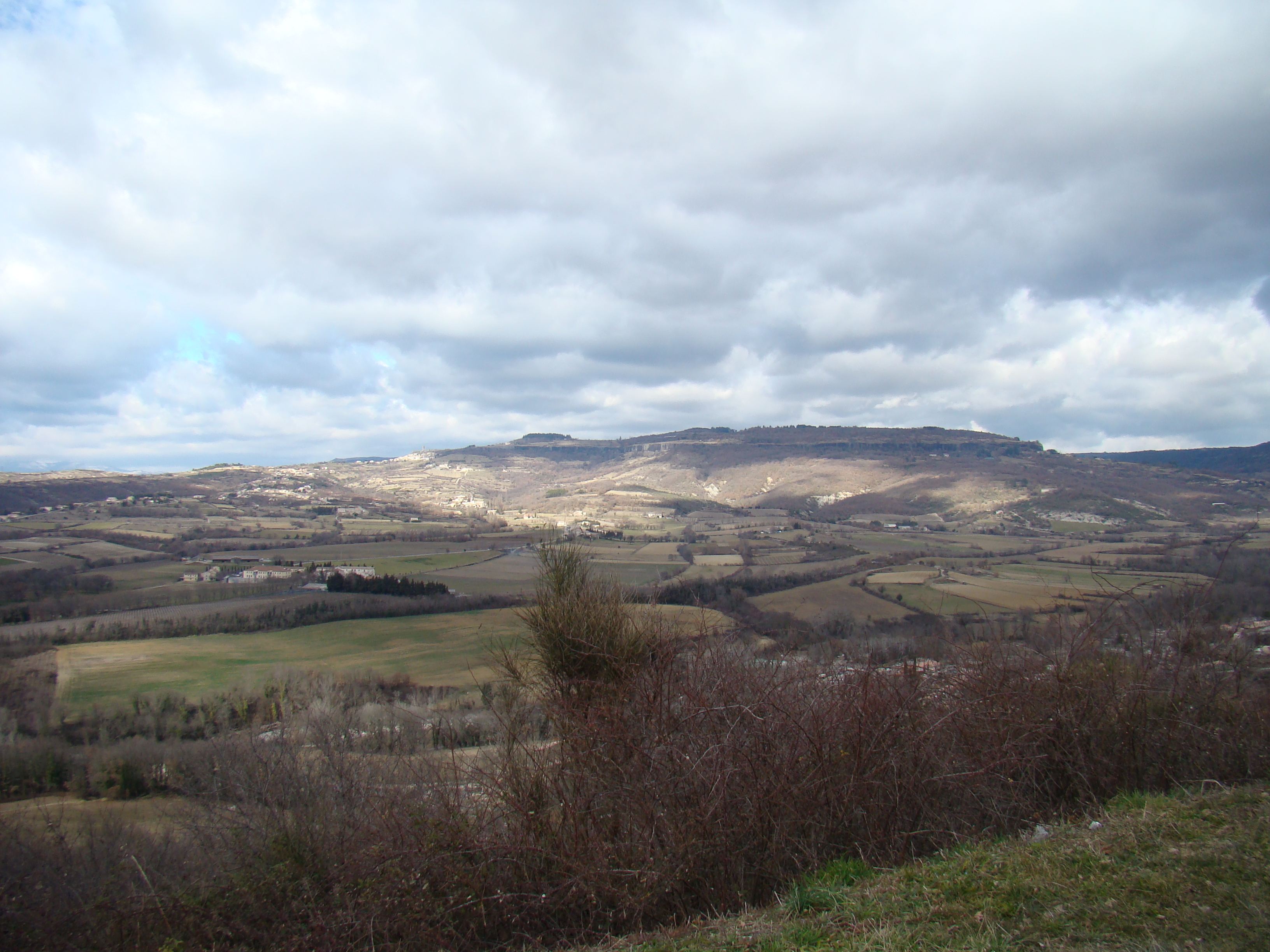
Vista panoramica di Aubignas, la quale mostra un tipico paesaggio dell'altopiano di Coiron e in particolare la sua rupe basaltica.

Nell'altopiano possiamo trovare le rocce seguenti:
- Basalti di Coiron: rocce scure con fenocristalli di pirosseno e talvolta di olivina; rara presenza di magnetite, vari minerali corrosi e vetri vulcanici.
- Analcime-Basaniti e nefelina: rocce scure a grana fine con fenocristalli di clinopirosseno e talvolta olivina, vari minerali corrosi, feldspato.
- Mugearite di orneblenda: rocce grigio chiaro risultanti da lave molto fluide con fenocristalli di anfiboli e plagioclasio.
- Trachiandesiti: rocce molto chiare con rari fenocristalli di anfibolo e plagioclasio.
- Piroclastiti: accumuli eterogenei derivanti da flussi piroclastici e fasi esplosive di tipo maar.
- Brecce di esplosione: La Soulière.
- Alteriti rosse più o meno argillose sulla superficie di queste formazioni.
- Diffusione di rocce detritiche di origine vulcanica fino alla valle del Rodano presso i fiumi Payre, Ouvèze, Lavézon, ecc. fino al Vivarese centrale e alla Valle del Rodano.

### Idrografia
Formando una barriera di oltre 700 metri di altitudine orientata NW-SE, il Coiron beneficia di precipitazioni più importanti rispetto alle valli circostanti, oltre che di frequenti innevamenti. Se il Massiccio Centrale è stato descritto come la torre d'acqua della Francia, il Coiron svolge questo ruolo su scala minore per una parte del Vivarese.
Gli affluenti del Rodano:
- L'Ouvèze
  - Torrente Bayonne
- La Payre
- Il Lavezon
  - Le Rieutord
- Il Frayol
- L'Escoutay
  - Il torrente Vernet
  - Il Vernet
  - Il Téoulemale

Gli affluenti dell'Ardèche:
- L'Auzon
  - Il torrente Barbs
  - La Claduègne
- Il torrente Louyre

### Ambiente
L'altopiano di Coiron è un'area di transizione tra l'Ardèche meridionale, nota come Basso Vivarese, e le terre più umide del Vivarese centrale e dell'Alto Vivarese più a nord. Gli ecosistemi sono quindi vari e selvaggi, soprattutto sui versanti meno trasformati dal pascolo del bestiame.

## Storia
Le Grotte di Montebruno dominano il villaggio di Saint-Jean-le-Centenier, sulla strada Le Teil - Aubenas, dell'altezza di 300 metri; si trovano nel territorio di Saint-Gineys-en-Coiron. Si tratta di un insieme di oltre 50 ambienti trogloditici, quindi grotte e cantine scavate dall'uomo nei basalti. Il sito, invisibile dalla pianura, sarebbe stato frequentato fin dall'antichità, in epoca medievale (lebbrosario) e fino all'età moderna. In particolare fu un rifugio frequentato durante i cruenti episodi delle guerre di religione.
Il castrum di Saint-Laurent-sous-Coiron è stato costruito all'estremità di una delle digitazioni di foglie di quercia dell'altopiano, a un'altitudine di 483 metri.
- L'origine del castrum sembra antica poiché una chiesa di Saint-Laurent è citata a partire dal VII secolo. L'attuale chiesetta castellana sarebbe stata edificata a partire dal X secolo, poi molto rimaneggiata. Il portale romanico ha capitelli dissimili, uno in pietra serena, l'altro in pietra arenaria calcarea scolpita con foglie d'acanto e figure umane e animali.
- Rimangono vestigia dei bastioni, traforati dalla Porta Est, semicircolare, a dire il vero orientata... verso ovest.
- La torre Marnas era il mastio del castrum, costruito su almeno 2 livelli. Sarebbe riconducibile alla fine del XII secolo o più probabilmente al XIII secolo. Fu costruito con paramenti in basalto, incatenamenti angolari e cornici in pietra calcarea.

La casa fortificata di Berzème è stata costruita in basalto nero. L'insieme, restaurato, comprendeva un corps de logis quadrato, con 2 livelli al piano terra, affiancata da due torri circolari (una delle quali ospitava una piccola cappella) aperta da feritoie, un cortile d'onore a sud e degli annessi a funzione agricola, in rovina, a nord. Si conservano diversi elementi lignei, tra i quali il tetto e le scale. L'insieme architettonico potrebbe risalire al XV secolo, ma sarebbe stato notevolmente modificato nel XVII secolo.

## Economia
I ricchi pascoli di Coiron ne fanno soprattutto una terra di allevamento, rappresentata soprattutto dall'allevamento di bovini da carne, vitelli e produzione di latte. La superficie dell'altopiano appare suddivisa in un terreno complesso, antico e accuratamente delimitato. La costruzione di aerogeneratori sopra il bacino di Privas costituisce, non senza polemiche, una fonte di reddito aggiuntivo per agricoltori e comuni, oltre che per il turismo alla ricerca della vita all'aria aperta sui sentieri ancora sconosciuti. Tanto più che i boschi e le praterie di Coiron non sono compresi nel perimetro del parco naturale regionale dei Monts d'Ardèche.
Lo sfruttamento delle cave di basalto era anche una delle attività antiche di Coiron.

## Leggende
Secondo la leggenda, gli stregoni si riunivano in cima al crinale di Blandine per celebrare il loro sabbat.